# ブーアレグ潟湖
ブーアレグ潟湖は、モロッコの地中海沿岸にある潟湖である。ナドルラグーンやマールシカ（小さな海）とも呼ばれる。

## 地理
オリアンタル地方ナドール州のラス・トレタ・マダリ半島の東側の付け根、スペイン領メリリャの南東約数キロに位置している。面積は115km²で形状は三日月に近い半円形。西岸のベニ・エンサール～ナドールの中間付近にはエル・アタラヨン半島が突き出している。最大水深は8mである。北部のブカナ（長さ10㎞）と北東部のアルジャジーラ（長さ12.5㎞）の二つの砂嘴の間にある幅120mほどの河口を通してアルボラン海に繋がる。

## 自然
クイナ、コアジサシ、ソリハシセイタカシギ、ハシボソカモメなどの水鳥および13種の魚類、9種の軟体動物、2種の頭足類、2種の甲殻類の重要な生息地であるという理由で、保護区域として挙げられている。モロッコの生物学的・生態学的な重要地域のほか、2005年にラムサール条約登録地（No.1484）、バードライフ・インターナショナルの重要野鳥生息地に指定されている。2014年から2020年にかけて、ナドールからの排水流入による汚染の浄化事業「マールシカ・メッド」が実施された。

## 沿岸
- ベニ・エンサール（英語版）
- ナドール
- カリアット・アレクマネ（英語版）

## 経済
- リゾート
- ヨーロッパヘダイ、エビ、カキの養殖[1]